# Caroline Healey Dall

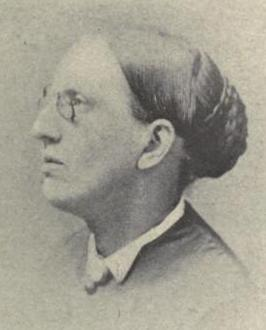
Caroline H. Dall

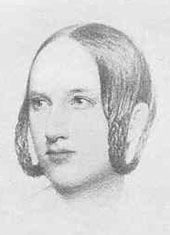
Caroline Wells Healey Dall

Caroline Wells Healey Dall (* 22. Juni 1822 in Boston, Massachusetts; † 17. Dezember 1912 in Washington, D.C.) war eine amerikanische Transzendentalistin, Autorin und Sozialreformerin. Sie war Mitbegründerin der American Social Science Association.

## Leben und Werk
Dall war die älteste von acht Töchtern des Kaufmannes Mark Healey und Caroline Foster. Sie wurde zu Hause von Privatlehrern ausgebildet und besuchte die Mädchenschule von Joseph Hale Abbot. Um 1840 nahm sie an Programmen zur Unterstützung der Arbeiterklasse in Boston teil, indem sie in der West Church of Boston unterrichtete und eine Kindertagesstätte für berufstätige Frauen betrieb. 1841 nahm sie an den Gesprächsrunden von Margaret Fuller teil und wurde von Elizabeth Peabody beeinflusst.
Als ihr Vater durch die Wirtschaftskrise von 1837 finanzielle Schwierigkeiten hatte, unterrichtete sie 1842 am Miss English School for Young Ladies in Georgetown (Washington, D.C.). 1844 heiratete sie den Unitarier Charles Appleton Dall, einen Absolventen der Harvard Divinity School, mit dem sie zwei Kinder bekam. Sie unterstützte ihren Mann bei seiner Gemeindearbeit, unterrichtete und schrieb Artikel.
1854 erlitt ihr Ehemann einen Zusammenbruch in Toronto, Kanada, und die Familie kehrte nach Boston zurück. Ihr Mann segelte 1855 allein nach Indien, um dort bis zu seinem Tod 1886 als Minister der Unitarier tätig zu sein. Er kehrte über einen Zeitraum von dreißig Jahren für nur fünf kurze Besuche zu ihr und ihren Kindern nach Boston zurück. Sie wurde eine aktive Teilnehmerin der Bostoner Frauenrechtsbewegung und eine Dozentin und Autorin zu diesem Thema. Zusammen mit Paulina Kellogg Wright Davis organisierte sie 1855 die New England Women’s Rights Convention. Davis bat sie um Artikel für ihr Frauenrechtsmagazin The Una und Dall wurde Mitherausgeberin als die Zeitschrift an den Bostoner Verlag S.C. Hewitt übergeben worden war.
1859 war sie eine der Hauptrednerinnen auf der neunten National Women’s Rights Convention in Boston. Sie trug die Resolutionen vor, darunter diejenige, die an die Gesetzgebungsversammlung jedes Staates gesandt werden sollte, um diese Körperschaften zu veranlassen, den Frauen all die Rechte, Privilegien und Immunitäten zu verschaffen, die gleicherweise jedem Mitglied einer Republik zustehen. 1865 war sie Gründungsmitglied der American Social Science Association, deren Direktorin sie von 1865 bis 1880 und Vizepräsidentin sie von 1880 bis 1905 war. Für ihre Arbeit verlieh ihr 1877 die Alfred University die Ehrendoktorwürde.
1879 zog sie nach Washington, D.C., um bei ihrem Sohn William Healey Dall, dem Sekretär der Smithsonian Institution, zu leben. In den späten 1860er Jahren zog sie sich aus der Frauenrechtsbewegung zurück und wandte sich in ihren Büchern unterschiedlichen Themen wie Ägypten und dem Bürgerkrieg zu. Während dieser Zeit wurde sie eine Freundin der First Lady Frances Cleveland in Washington, D.C. Ein Großteil ihrer späteren Arbeit befasste sich mit der amerikanischen Renaissance. Sie hielt sie auch als eine der frühesten Frauen gelegentlich Predigten in der Unitarian Church. Sie schrieb und unterrichtete weiterhin und blieb bis zu ihrem Tod an einer Lungenentzündung im Alter von neunzig Jahren aktiv.
Ungefähr 75 Jahre lang führte Dall täglich ein Tagebuch, welches ein Teil der Sammlung von Caroline Dall Papers der Massachusetts Historical Society ist.

## Veröffentlichungen (Auswahl)
- What We Really Know About Shakespeare. Forgotten Books, 2012, ISBN 978-1-4400-5328-3.
- From Baltimore to Washington. Rarebooksclub.com, 2012, ISBN 978-1-236-48149-8.
- Woman’s Rights Under the Law: In Three Lectures. Boston, January, 1861. Forgotten Books, 2009, ISBN 978-0-365-42336-2.
- In Memoriam Susan Wadden Turner, Professor William Wadden Turner, Jane Wadden Turner. FB&C LTD, 2018, ISBN 978-0-483-20266-5.
- Margaret and Her Friends. Cambridge Scholars Publishing, 2012, ISBN 978-0-217-01613-1.
- Essays and Sketches, Boston, S.G. Simpkins, 1849
- The College, the Market, and the Court: or, Woman’s Relation to Education, Labor, and Law. 1867. Boston, Rumford Pres, 1914.
- The Life of Dr. Anandabai Joshee: A Kinswoman of the Pundita Ramabai. Boston: Roberts Brothers, 1888.
- Transcendentalism in New England. Boston: Roberts Brothers, 1897. HardPress Publishing, 2012, ISBN 978-1-290-16926-4.